# Zelandopsyche maclellani
Zelandopsyche maclellani är en nattsländeart som beskrevs av Mcfarlane in Mcfarlane och Cowie 1981. Zelandopsyche maclellani ingår i släktet Zelandopsyche och familjen Oeconesidae. Inga underarter finns listade i Catalogue of Life.